# Хорње Обдоковце
Хорње Обдоковце (слч. Horné Obdokovce) насељено је мјесто са административним статусом сеоске општине (слч. obec) у округу Топољчани, у Њитранском крају, Словачка Република.

## Становништво
| Година:    | 1994. | 2004.   | 2014.   | 2024.   |
| ---------- | ----- | ------- | ------- | ------- |
| Број људи: | 1634  | 1647    | 1522    | 1452    |
| Разлика:   |       | +0,79 % | -7,58 % | -4,59 % |

| Година:    | 2023. | 2024.   |
| ---------- | ----- | ------- |
| Број људи: | 1459  | 1452    |
| Разлика:   |       | -0,47 % |

Према подацима о броју становника из 2011. године насеље је имало 1.542 становника.